# 에우프로니아속
에우프로니아속(Euphronia)은 말피기아목에 속하는 속씨식물 속의 하나이다. 남아메리카 북부 지역에 자생하는 3종을 포함하고 있으며, 에우프로니아과(Euphroniaceae)의 유일속이다. 이전에는 보키시아과와 다른 곳으로 분류하였으나 2009년의 APG III 분류 체계는 이 과를 인정하고, 이 과의 유일속으로 분류했다.
이 속의 이름은 원래 칼 프리드리히 필립 폰 마르티우스와 요제프 게르하르트 주카리니가 1824년에 신종 에우프로니아 히르텔로이데스(Euphronia hirtelloides)를 기술하면서 명명했다. 1918년에 독일인 식물학자 할리어(Hallier)는 리그티아 구이아넨시스(Lightia guianensis)로 알려져 있던 종을 이 속의 에우프로니아 구이아넨시스(Euphronia guianensis)로 재분류했다. 또 1987년, 미국인 식물학자 줄리안 알프레드 스테이어마크(Steyermark)는 세 번째 종 에우프로니아 아쿠미나티스시마(Euphronia acuminatissima)를 기술했다.